# Durand (Wisconsin)
Durand è una città degli Stati Uniti d'America, situata in Wisconsin, nella Contea di Pepin, della quale è anche il capoluogo.